# Nesolynx dipterae
Nesolynx dipterae är en stekelart som först beskrevs av Jean Risbec 1952.  Nesolynx dipterae ingår i släktet Nesolynx och familjen finglanssteklar. Inga underarter finns listade i Catalogue of Life.